# Рамат-Давид (кибуц)
Рамат-Давид (ивр. רמת דוד‎) — израильский кибуц на северо-западе Изреельской долины, который находится на территории регионального совета Эмек-Изреэль и принадлежит к кибуцному движению. Кибуц назван в честь Дэвида Ллойд Джорджа, за то что во время его пребывания на посту премьер-министра Великобритании была принята Декларация Бальфура.

## История
Земля на холме, на которой сегодня расположен кибуц, была выкуплена у ливанской семьи Сорсук ещё в 1921 году, но незаконно проживавшие там арабские поселенцы отказались уезжать, поэтому передать уже купленную землю учреждениям еврейских поселенцев не удалось.
В 1926 году группа «Сарона» поселилась недалеко от Эйн-Бида (ныне Эйн-Сифен), который находится к югу от Нахалаля и к западу от того места, где сегодня находится кибуц Рамат-Давид. После заселения группа сменила название на «Эйнот» в честь близлежащих источников. В конце того же года группа Сарона также обосновалась недалеко от группы Эйнот.
В марте 1931 года в присутствии Хаима Вейцмана и представителей английского еврейства состоялась церемония, на которой поселению было присвоено название «Рамат-Давид». В дальнейшем, в том же году, после переговоров, которые длились несколько лет, люди из экологических групп пришли на землю с плугами и, таким образом, вынудили правительство подмандатной Палестины разрешить им обрабатывать землю и строить на ней.
В следующем году здесь был разбит общий сад для двух групп: «Эйнот» и «Ха-Шарон». В 1932 году началось строительство сарая и курятника для группы Ха-Шарон, поселившейся на восточной стороне. Эйнот располагалась рядом с ней на западной стороне. В июне 1933 года в кибуце появилось электричество.
В дальнейшем около 20 лет обе группы жили рядом друг с другом в Рамат-Давиде, но каждая вела отдельную общественную и экономическую жизнь. Однако детский сад и стада были общими.
В 1953 году группа «Ха-Шарон», до этого входившая в состав групп, объединила усилия с группой мапайников, выходцев из соседнего кибуца Гват во время раскола в объединении кибуцев, и вместе с ними основала кибуц Ифат.
В Рамат-Давиде осталась только группа Эйнот, а её название изменено на название места; территории группы Сарона были присоединены к территориям Рамат-Давида. Столовую группы Сарона переоборудовали в культурный зал, затем в ночной клуб и затем окончательно разрушили.

## Экономика
Экономика кибуца основана на сельском хозяйстве (молочное производство, полевые культуры) и металлургическом заводе, которым владеет кибуц. Рядом с кибуцем находится региональная школа специального образования «Кишон», а неподалеку — база ВВС Рамат-Давид.

## Образование
В кибуце есть несколько детских садов, которые обслуживают местных детей.
Учащиеся начальной школы учатся в школе «Эмек-Изреэль» в кибуце Генигер или школе «Саги» в кибуце Сарид, а ученики старших классов учатся в школе Эмек ха-Маарави в кибуце Ифат.

## Население
По данным Центрального статистического бюро Израиля, население на начало 2020 года составляло 521 человек.